# Rostrum (Crustacea)

Algemeen bouwplan van een Leptostraca (hier gebaseerd op Nebalia bipes). Nummer 2 duidt het rostrum aan.

Een rostrum is bij kreeftachtigen het puntige, naar voren uitstekende gedeelte van de carapax. Het zit tussen de ogen en kan lang of kort zijn, scherp of stomp, glad of getand. De vorm en de vertanding kunnen belangrijke kenmerken zijn bij het op naam brengen van een soort.

Algemeen bouwplan van Malacostraca

Algemeen bouwplan van een vlokreeftje